# Hniwnet
 (signalé en mai 2025).
Si vous disposez d'ouvrages ou d'articles de référence ou si vous connaissez des sites web de qualité traitant du thème abordé ici, merci de compléter l'article en donnant les références utiles à sa vérifiabilité et en les liant à la section « Notes et références ».
- Archive Wikiwix
- Bing
- Cairn
- DuckDuckGo
- E. Universalis
- Gallica
- Google
- G. Books
- G. News
- G. Scholar
- Persée
- Qwant
- (zh) Baidu
- (ru) Yandex
- (wd) trouver des œuvres sur Wikidata

Les hniwnet sont des beignets épicés algériens, originaires de la ville d'Alger.
Ces beignets, à base de différentes farces, peuvent être préparés avec des légumes comme les choux-fleurs, persillés, avec de la kefta épicée, et même du poisson, tel que la sardine à la dersa.